# 播道醫院
播道醫院（英語：Evangel Hospital）是位於香港九龍馬頭圍亞皆老街222號，由中國基督教播道會及美國基督教播道會共同創立的非牟利醫院。

## 歷史
於二十世紀五十年代，美國基督教播道會宣教士卓恩民醫生（Dr. Robert Chapman）與黎定春醫生（Dr. Gordon Addington）來港事奉，眼見香港醫療服務匱乏，於是在九龍城區開辦「恩泉診療所」，為基層大眾提供醫療服務，並傳揚基督的福音。隨後，為回應香港更大的醫療需要，診療所在 1965年於現址建成醫院大樓，並正式命名為播道醫院。醫院原址為1938年成為收容難民的馬頭涌難民營和戰時的戰俘營。。
播道醫院的現任院長為徐兆恒醫生，歷任院長包括卓恩民醫生、李約翰先生、孔慶明醫生、陳崇一醫生、伍綺文女士。現任董事會主席為連達鵬博士，副主席為張宏恩醫生、梁仲江先生。
播道醫院於2022年8月向城市規劃委員會申請放寬高度限制，並將現時5層高的大樓重建為18層高的醫院大樓，預料可提供124張病床和7間手術室，較現時大增約一倍，重建工程最快2028年完工，屆時醫院會將門診服務可由現時的朝7晚9延長至24小時，並會引入中醫服務。

## 目的
醫院成立的願景是透過「全人醫治‧盡心關懷」，為市民提供全面、優質及可負擔的醫療服務，讓病人得著身、心、靈的健康，以彰顯神的慈愛和平安，並傳揚基督的福音。

## 服務
播道醫院是一間非牟利的社區醫院，向以門診服務為重點，為病人提供預防與治療性的服務。除家庭科醫生外，醫院設有各類專科門診，以切合不同病人的需要。
醫院不單著重推動以家庭醫學為主的基層醫療服務，更致力拓展手術及住院服務，並且為病人提供多元化的專科服務，包括：內科、呼吸科、心臟科、內分泌及代謝科、腦神經內科、腫瘤科、皮膚科、精神科、腸胃肝臟科、外科、乳房外科、減重外科、整形及整容外科、婦科、耳鼻喉科、眼科、骨科、心胸肺外科、腦外科、泌尿科等。現時醫院有四間先進手術室及三間內視鏡房，為醫生和病人提供完善的服務。
醫院備有藥劑、化驗、診斷和介入放射檢查、物理治療及營養部，亦提供優質的放射診斷服務，包括：電腦斷層掃描系統、磁力共振掃描系統、正電子及電腦雙融掃描系統、體外衝擊波碎石系統、雙能量X光骨質密度掃描，及肝纖維化掃描儀等。

### 住院
播道醫院的綜合病房設於三樓及四樓，分別有：
- 普通房（三或四人房）
- 雙人房
- 半私家單人房
- 單人房

另外三樓亦提供睡眠窒息診斷及日間手術護理服務等。

### 其他輔助醫療服務
除了醫院大樓，播道醫院亦設有中醫診所、視光中心、心理評測及輔導中心等輔助醫療服務。

## 外部連結
- 播道醫院官方網站 （页面存档备份，存于）
- 中國基督教播道會：播道醫院 （页面存档备份，存于）
- 香港私家醫院資料簡介 （页面存档备份，存于）